# Elephant Hill Park
Elephant Hill Park är en park i Kanada.   Den ligger i provinsen British Columbia, i den södra delen av landet, 3 400 km väster om huvudstaden Ottawa. Elephant Hill Park ligger 508 meter över havet.
Runt Elephant Hill Park är det ganska glesbefolkat, med 43 invånare per kvadratkilometer.. Närmaste större samhälle är Ashcroft, 5,0 km söder om Elephant Hill Park. Trakten runt Elephant Hill Park består i huvudsak av gräsmarker.